# Hymn Panamy
Himno Istmeño (tłum. „Hymn Przesmyku”) – hymn państwowy Panamy przyjęty w 1906 roku. Muzykę skomponował Santos Jorge, autorem tekstu jest Jeronimo de la Ossa.

## Tekst oficjalny
| Himno Istmeño Refren Alcanzamos por fin la victoria En el campo feliz de la unión; Con ardientes fulgores de gloria Se ilumina la nueva nación. Es preciso cubrir con un velo Del pasado el calvario y la cruz; Y que adorne el azul de tu cielo De concordia la espléndida luz. El progreso acaricia tus lares. Al compás de sublime canción, Ves rugir a tus pies ambos mares Que dan rumbo a tu noble misión. Refren En tu suelo cubierto de flores A los besos del tibio terral, Terminaron guerreros fragores; Sólo reina el amor fraternal. Adelante la pica y la pala, Al trabajo sin más dilación, Y seremos así prez y gala De este mundo feraz de Colón. Refren | Hymn Przesmyku Refren Osiągnęliśmy nareszcie zwycięstwo Na szczęśliwym polu jedności; Gorejące płomienie chwały Oświetlają nowy naród. Należy ukryć pod korcem Kalwarię i krzyż przeszłości; Niech błękit twego nieba przyozdobi Przepiękne światło zgody. Postęp przyświeca twym szlakom. (dosł. twoim larom) Do rytmu delikatnej pieśni Widzisz jak u stóp twoich ryczą oba morza Co wskazują cel twej chwalebnej misji. Refren Na twej ziemi pokrytej kwiatami Pod pocałunkami ziemskiej kolebki Zakończyły się wojenne okrzyki; Tylko braterska miłość dziś rządzi. Naprzód łopato i kilofie, Do pracy bez dalszej zwłoki, I otoczy nas dostatek i gloria Na tej bogatej ziemi Kolumba. Refren |